# Croada veneciana
La croada veneciana fou una expedició militar de la República de Venècia que destinà els anys 1122-1124 a l'expulsió del musulmans de Terra Santa i aconseguí la captura de Tir. Fou una important victòria dins del període inicial del Regne de Jerusalem que assoliria la màxima extensió durant el regnat de Balduí II. Amb això els venecians es beneficiaren d'importants concessions comercials en el port de Tir i, juntament als atacs en territori romà d'Orient en el viatge de tornada, asseguraren el futur comercial en aquesta zona de la Mediterrània.

## Preparatius
El 1118 quan Balduí I de Jerusalem que també fou comte d'Edessa morí, pujà al tron el seu nebot Balduí del Burg (des de llavors Balduí II). En l'anomenada batalla d'Ager sanguinis, a prop de Sarmada, el 28 de juny del 1119, els croats patiren una desastrosa derrota a mans d'Ilghazi I, governant de Mardin. Més tard aquell any el rei Balduí recuperà part del territori, però el seu reialme estava seriosament afeblit. Balduí demanà ajut al papa Calixt II, i aquest traslladà la petició a la rica República de Venècia.
Les condicions de la croada es pactaren entre enviats de Balduí II i el duc de Venècia. Un cop els venecians decidiren participar, el papa els envià el seu estendard en senyal d'aprovació. En el primer concili del Laterà confirmà que els venecians tindrien privilegis com a croats, incloent la remissió dels seus pecats. L'Església estengué la seva protecció a les famílies i propietats dels croats.
El 1122 el duc de Venècia, Domenico Michiel, encomanà a les drassanes la fabricació de la flota. Aquesta flota de més de 120 vaixells havia de transportar uns 15.000 homes, que salparen de la Llacuna de Venècia el 8 d'agost del 1122. Aquesta sembla que fou la primera croada en què els cavallers portaren els seus cavalls des del lloc d'origen. Atacaren l'illa de Corfú, que era una possessió romana d'Orient, sobre la qual els venecians tenien una disputa amb l'emperador en relació als drets comercials. El 1123 Balduí II fou capturat per Balak de Mardin, emir d'Alep, i fou empresonat a Kharput. Eustace Graverius esdevingué el regent de Jerusalem. Els venecians abandonaren el setge de Corfú en assabentar-se'n i arribaren a la costa de Palestina el maig del 1123.

## Batalla de Jaffa
La flota veneciana arribà a Acre a finals de maig on foren informats que una flota fatimita d'un centenar de vaixells viatjava des d'Egipte cap a Ascaló per col·laborar en el setge que l'emir Balak feria per terra en aquella ciutat. Llavors els venecians salparen cap al sud i el duc Domènec Michiel manà que es dividissin en dos combois: el grup més fort al capdavant amagant l'altre grup que anava al darrere, amb intenció de distreure els atacants d'Ascaló. Els egipcis caigueren en l'ardit i, assumint que podien lluitar a dues bandes, quedaren enxampats entre els dos combois venecians, però quan veieren que els superaven numèricament ja era massa tard per escapar. Moriren uns 4.000 musulmans incloent l'almirall fatimita, 9 vaixells foren capturats i, a més, els venecians afegiren a les captures 10 vaixells mercants que anaven en ruta cap a Acre. Els cronistes Fulqueri de Chartres i Guillem de Tir narren aquest esdeveniment.

## Setge de Tir
El 15 de febrer del 1124 els venecians en combinació amb els cavallers del Regne de Jerusalem començaren un setge a Tir. Aquest port era, en aquell temps, territori de Dhàhir-ad-Din Tughtikín, l'atabeg de Damasc. L'atac craot estava comandat pel patriarca d'Antioquia, el duc de Venècia, el comte de Trípoli Ponç i Guillem de Bury, conestable del rei.
Els croats muntaren catapultes per trencar les muralles i els defensors de Tir també llançaven roques per destruir les torres de setge. Així com passaven els dies els ciutadans s'anaven quedant sense queviures i enviaren una crida urgent d'auxili. Balak no pogué ajudar-los perquè morí mentre muntava setge a Hierapolis. Toghtekin anà cap a Tir, però reculà qual li sortiren a l'encontre les tropes del comte Ponç i el conestable Guillem. Toghtekin envià una ambaixada per negociar la pau el juny del 1124. Després de lentes i difícils discussions s'acordà que els termes de la rendició inclourien permetre abandonar la ciutat als ciutadans que ho desitgessin amb les seves pertinences, però els que volguessin quedar-se serien lliures de fer-ho. Això no agradà a alguns croats, que confiaven d'obtenir botí. Quan entraren a la ciutat el 29 de juny, admiraren la resistència dels ciutadans, que només tenien cinc mesures de blat a les sitges.

## Conclusió de la croada
Balduí II estigué empresonat durant la conquseta de Tir, pera tan bon punt fou alliberat aquell any, trencà els termes pactats. El rei concedí als venecians extensos privilegis comercials a Tir, entre els quals estava el dret a heretar els drets comercials en cas que un familiar morís en naufragi o durant la seva estada a Tir.
Molts dels que abandonaren Tir s'instal·laren a Damasc. Quan Balduí II tornà a l'atac contra els emirs d'Alep i Damasc, obtingué tributs d'ambdós estats. Tir prosperà com a part del Regne de Jerusalem. La flota veneciana passà per la mar Egea en el viatge de tornada i, com que efectuaren pillatge en diverses illes dels romans d'Orient, l'emperador Joan II Comnè es veié forçat a negociar una pau amb ells l'any 1126 per concedir-los privilegis.